# نوگالامیسین
نوگالامیسین (به انگلیسی: Nogalamycin) با فرمول شیمیایی C39H49NO16 یک ترکیب شیمیایی با شناسه پاب‌کم 9810949 است. که جرم مولی آن ۷۸۷٫۸۰ گرم بر مول می‌باشد. 